# بیجاربنه (رشت)
بجاربنه، روستایی از توابع شهرستان رشت استان گیلان ایران است.
این روستا فاصله چندانی با شهر رشت ندارد.

## امکانات
دبستان قدیمی انصار بجاربنه که از مشهور ترین مدارس منطقه میباشد و دانش آموزان بسیاری از مناطق اطراف در این محل درس خوانده اند در این روستا قرار دارد. و افراد شاخصی در این مدرسه تحصیل نموده‌اند. موسس این مدرسه مهندس جواد داوود‌زاده است که از مالکان منطقه بوده که در اطراف محله زرجوب رشت خیابانی به نام مهندس داوودزاده است.
این روستا دارای یک ورزشگاه، خانه‌ی ‌بهداشت، سه نانوایی و سه مسجد می‌باشد.

## جمعیت
این روستا در دهستان حومه قرار دارد و براساس سرشماری مرکز آمار ایران در سال ۱۳۸۵، جمعیت آن ۱۳۵۹ نفر (۴۰۲خانوار) بوده‌است.